# Gedalio Grinberg
Gedalio "Gerry" Grinberg (Quivicán, 26 de septiembre de 1931 - 4 de enero de 2009) fue un relojero cubano afincado en los Estados Unidos, fundador y presidente del Grupo Movado, con sede en Paramus (Nueva Jersey).

## Biografía
A los 15 años, Grinberg vendió un reloj con alarma por el precio de 15 dólares. Pudo conseguir el reloj a través de la joyería de su padre, lo que le llevó a iniciar un negocio de relojes despertadores. A partir de aquí, estableció un mercado para los despertadores a partir de las referencias que vinieron con su primera venta y que se convirtió en su negocio. En una entrevista de 2001, Grinberg contó cómo esto le enseñó la importancia de la honestidad y del boca a boca como forma de construir un negocio.
Estudió en la Universidad de La Habana y centró sus estudios para especializarse en relojes. Después de la Revolución Cubana, fue amenazado por miembros de la camarilla de Fidel Castro para que aceptara un trabajo en el gobierno castrista. Poco después, viajaría con su mujer Sonia Crugliac y su dos hijos el 16 de agosto de 1960 en dirección a Miami.
Al principio tuvo dificultades, pero aprovechó la oportunidad de establecer una distribuidora de la marca Piaget en la ciudad de Nueva York con otros dos exiliados, iniciando su negocio como Piaget Watch Company en 1961 con el contenido de una sola maleta. Su empresa, rebautizada como North American Watch Company en 1967, fue inicialmente distribuidora de relojes de fabricantes suizos, pero más tarde adquirió los derechos de las marcas Ebel y Concord, además de fabricar relojes con sus marcas con licencia, como Hugo Boss. Con todas ellas, fundó la compañía North American Watch Co.
Después de leer el libro de Vance Packard de 1959, The Status Seekers, y su mensaje de cómo los estadounidenses buscaban cada vez más proyectar su estatus, Grinberg se dio cuenta de que podía convencer a los norteamericanos de que el reloj era un símbolo de estatus tan grande como tener un Cadillac. Un perfil de Forbes de 1988 citado por The New York Times describía cómo Grinberg ayudó a que los estadounidenses fueran conscientes de sus relojes e hizo del brillo del oro en la muñeca masculina un símbolo de estatus, cambiando la percepción estadounidense de un reloj como un regalo que uno recibe por su graduación de la escuela secundaria.
Como parte de un esfuerzo por competir con los relojeros japoneses, Grinberg invirtió en relojes de cuarzo ultrafinos, que culminaron en 1980 con el Concord Delirium IV, que con 0,98 milímetros de grosor fue el primer reloj con un grosor inferior a un milímetro.
Después de comprar Movado en 1983, la firma fue rebautizada como Grupo Movado. Bajo el mandato de Grinberg, Movado promocionó fuertemente el "Museum Watch", una esfera negra modernista sin marcas con un solo punto dorado en la posición de las 12 en punto, basado en un diseño de Nathan George Horwitt en la colección del Museo de Arte Moderno, vendiendo millones de relojes en docenas de versiones diferentes.
Grinberg donó una reloj torre de 18 pies de altura, ubicado frente al Lincoln Center for the Performing Arts en Dante Park entre Broadway y la 64º Oeste. La torre triangular, diseñada por el arquitecto Philip Johnson, tiene cuatro esferas de reloj, dos en un lado y una en cada uno de los otros dos lados, cada una con el nombre de Movado.
Grinberg se convirtió en el primer galardonado con el premio Jewelry Information Center a toda una carrera.
A la muerte de Gedalio Grinberg en 2009, su hijo mayor Efraim Grinberg, que se incorporó al grupo en 1980, se convirtió en el nuevo presidente.